# Immunologia del càncer
La immunologia del càncer és l'estudi de les interaccions entre el sistema immunitari i les cèl·lules canceroses (també anomenades tumors). També és un àmbit creixent de recerca que aspira a descobrir immunoteràpies del càncer innovadores per a tractar i retardar el progrés d'aquesta malaltia. La resposta immunitària, incloent-hi el reconeixement d'antígens específics al càncer, és de particular interès en aquest àmbit, car el coneixement obtingut impulsa el desenvolupament de noves vacunes i teràpies amb anticossos. Per exemple, el 2007 Ohtani publicà un article que indicava que els limfòcits que s'infiltren als tumors són bastant significants en el càncer colorectal humà. L'hoste tenia més possibilitats de sobreviure si el teixit cancerós presentava infiltració de cèl·lules inflamatòries, en particular reaccions limfocítiques. Els resultats obtinguts suggereixen que existeix una certa immunitat antitumoral en el càncer colorectal humà.
Des de principis del segle XXI hi ha hagut un progrés notable i una acumulació de proves científiques del concepte de la immunosupervisió i la immunoedició del càncer, basades en:
1. Una protecció contra el desenvolupament de tumors espontanis o induïts per substàncies químiques en els sistemes animals; i
2. Una identificació de les dianes pel reconeixement immunitari del càncer humà